# Liste der Vertretungsbehörden der Republik Österreich

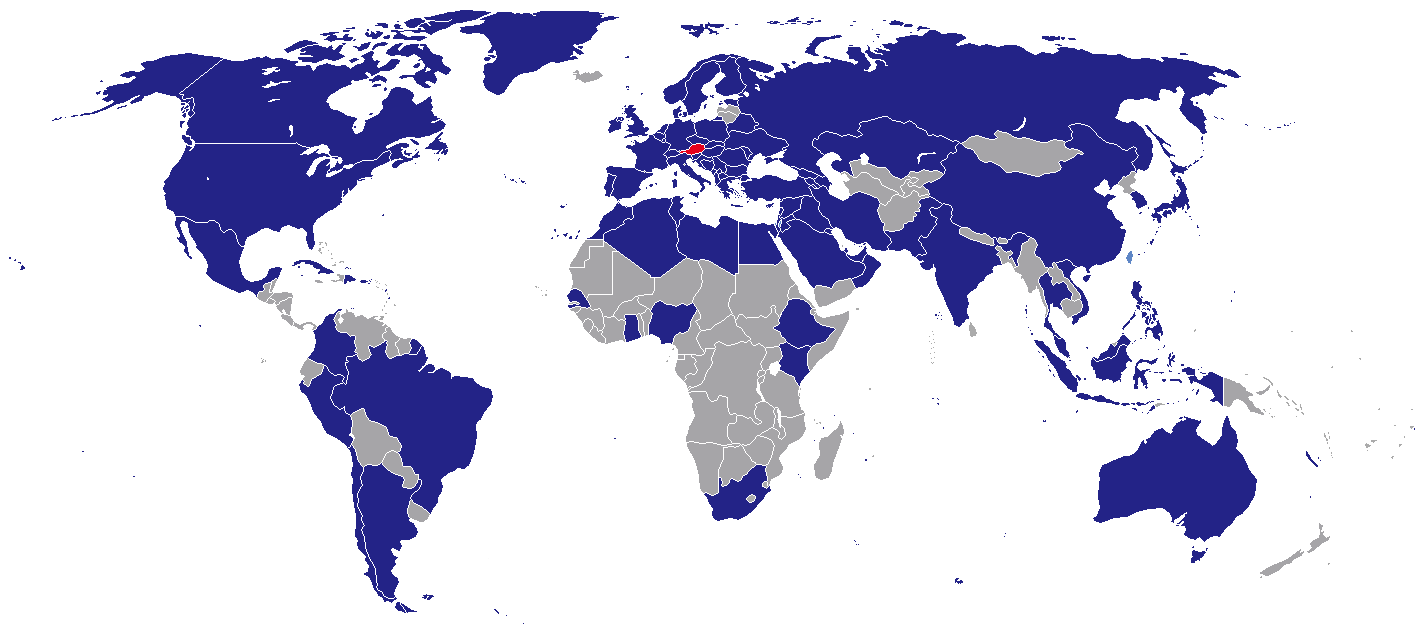
Karte mit den Sitzländern österreichischer Vertretungsbehörden weltweit (die Anzahl der Länder, bei denen Österreich akkreditiert ist, ist viel größer, weil etliche Botschafter für mehrere Staaten zuständig sind, insbesondere in Afrika.)

In 93 Staaten (Stand März 2022) unterhält das österreichische Außenministerium Botschaften. Daneben gibt es  Generalkonsulate, Honorarkonsulate und Kulturforen, sowie Ständige Vertretungen bei Internationalen Organisationen.
Gerade bei Österreich sind nicht alle Vertretungen auch wirklich Auslandsvertretungen im engeren Sinne, weil Österreich auch bei einigen internationalen Stellen in Wien akkreditiert ist.
2022 unterhielt Österreich diplomatische Beziehungen zu 196 (der 206) Staaten, Botschaften bestehen jedoch nur in 93 Ländern. Daneben gibt es:
- 8 zusätzliche Generalkonsulate in wichtigen Regionen,
- über 300 Honorarkonsulate in über 130 Ländern,
- 16 Ständige Vertretungen bei internationalen Organisationen
- 30 Kulturforen in insgesamt 29 Staaten,
- sowie 11 Auslandsbüros der Austrian Development Agency (ADA) in Schwerpunktländern für die Österreichische Entwicklungszusammenarbeit (OEZA).

Mit der Reform 2015–2018 entstanden einige Botschaften neu, dabei wurden einige wenig frequentierten Botschaften in Ländern mit anderweitig guten Kontakten durch solche in politisch zukünftig wichtigen Regionen ersetzt, für eine „effiziente Vertretung österreichischer Interessen in einem veränderten geopolitischen Umfeld in Europa und der Welt“.

## Rechtsgrundlagen
Der auswärtige Dienst Österreichs ist Teil des Allgemeinen Verwaltungsdienstes des Bundes und untersteht dem Außenministerium. Geregelt sind Aufgaben und Organisation des auswärtigen Dienstes im gleichnamigen Statut von 1999. Er umfasst
„Botschaften, Gesandtschaften, Ständige Vertretungen Österreichs bei der Europäischen Union und anderen zwischenstaatlichen Einrichtungen sowie bei internationalen Organisationen und bei internationalen Konferenzen, Missionen bei internationalen Organisationen und bei internationalen Konferenzen sowie Delegationen bei Internationalen Konferenzen oder anderen völkerrechtlichen Einrichtungen, Generalkonsulate und Konsulate“ (§ 4 Z.1), und auch die Leitung „der österreichischen Kulturinstitute und anderer vom Bundesminister für auswärtige Angelegenheiten zwecks Wahrnehmung bestimmter Aufgaben im Ausland eingerichteter Dienststellen“ (§ 4 Z.2, Österreichisches Kulturforum, Außenwirtschaft Österreich u. a.).
Zum auswärtigen Dienst gehören auch die Vertretungen an internationale Organisationen in Österreich. Am Ministerium ist ein Generalsekretär für auswärtige Angelegenheiten, und ein Generalinspektor tätig, eine Auslandsvertretung stellt eine Dienststelle des Ministeriums dar und untersteht einem Dienststellenleiter (bei Vakanz einem Geschäftsträger ad interim, § 4 Z.3), mit einem Kanzler für die zusammenfassende Behandlung der administrativ-technischen und haushaltsmäßigen Angelegenheiten (§ 5). Auslandsvertreter haben besondere Dienstpflichten (§ 18,19) und werden im Rotationsprinzip besetzt (§ 15).

## Liste
Im Folgenden eine Liste (Stand März 2022) aller Vertretungsbehörden Österreichs mit Ausnahme von Honorarkonsulaten, sofern sie nicht Sitz einer wichtigen weiteren Institution sind.
St.V. … Ständige Vertretung, siehe unten

OEZA … Österreichische Entwicklungszusammenarbeit/ADA

### Europa
- Albanien
  - Tirana (Botschaft, Büro OEZA)
- Belarus
  - Minsk (Botschaft)
- Belgien
  - Brüssel (Botschaft, Kulturforum, St.V.  EU,  NATO)
- Bosnien und Herzegowina
  - Sarajevo (Botschaft, Kulturforum)
- Bulgarien
  - Sofia (Botschaft)
- Dänemark (Amtsbereich auch:  Island)
  - Kopenhagen (Botschaft; Konsularbezirk: Ämter Seeland, Hauptstadt (inkl. Bornholm), Grönland, Färöer)
- Deutschland
  - Berlin (Botschaft, Kulturforum)
  - München (Generalkonsulat)
  - Bonn (Botschaft bis 1999)
- Estland
  - Tallinn (Botschaft)
- Finnland
  - Helsinki (Botschaft)
- Frankreich (Amtsbereich auch:  Monaco)
  - Paris (Botschaft, Kulturforum, St.V.  UNESCO,  OECD)
  - Straßburg (Generalkonsulat, St.V.  Europarat)
- Griechenland
  - Athen (Botschaft)
- Heiliger Stuhl (Amtsbereich auch:  San Marino)
  - Rom (Botschaft)
- Irland
  - Dublin (Botschaft)
- Italien
  - Rom (Botschaft, Kulturforum)
  - Mailand (Generalkonsulat, Kulturforum)
- Kosovo
  - Pristina/Prishtina (Botschaft, Büro OEZA)
- Kroatien
  - Agram/Zagreb (Botschaft, Kulturforum)
- Lettland
  - Riga (Botschaft, konsularisch zuständig seit August 2016: Österr. Botschaft Stockholm)
- Liechtenstein
  - Wien (Botschaft am BMEIA)
- Litauen
  - Wien (Botschaft am BMEIA, bis 2016 in Wilna; konsularisch zuständig seit September 2016: Österr. Botschaft Kopenhagen)[2]
- Luxemburg
  - Luxemburg (Botschaft)
- Malta
  - Botschaft in Wien am BMEIA (konsularisch zuständig seit September 2016: Österr. Botschaft Rom)
- Moldau
  - Chișinău (Botschaft, Büro OEZA)
- Montenegro
  - Podgorica (Botschaft)
- Niederlande (Amtsbereich auch Niederländische Karibikinseln[8])
  - Den Haag (Botschaft, St.V.  OPCW)
- Nordmazedonien
  - Skopje (Botschaft)
- Norwegen
  - Oslo (Botschaft)
- Polen
  - Warschau (Botschaft, Kulturforum)
  - Krakau (Generalkonsulat)
- Portugal (Amtsbereich auch:  Kap Verde)
  - Lissabon (Botschaft)
- Rumänien
  - Bukarest (Botschaft, Kulturforum)
- Russische Föderation (Amtsbereich auch:  Belarus; bis 2018 dort Botschaft)[2]
  - Moskau (Botschaft, Kulturforum; Konsularbezirk Moskau: Armenien, Russische Föderation, Usbekistan)[2]
- Schweden
  - Stockholm (Botschaft; konsularisch zuständig für Lettland seit August 2016)
- Schweiz (Amtsbereich; auch: konsularische Agenden für  Liechtenstein)
  - Bern (Botschaft, Kulturforum)
  - Genf (St.V.  UNO und Spezialorganisationen)
- Serbien
  - Belgrad (Botschaft, Kulturforum)
- Slowakei
  - Bratislava/Pressburg (Botschaft, Kulturforum)
- Slowenien
  - Ljubljana/Laibach (Botschaft, Kulturforum)
- Spanien (Amtsbereich auch:  Andorra)
  - Madrid (Botschaft, Kulturforum, St.V. UNWTO)
- Tschechien
  - Prag (Botschaft, Kulturforum)
- Türkei
  - Ankara (Botschaft)
  - Istanbul (Generalkonsulat, Kulturforum)
- Ukraine
  - Kyjiw (Botschaft, Kulturforum)
- Ungarn
  - Budapest (Botschaft, Kulturforum, St.V. Donaukommission)
- Vereinigtes Königreich
  - London (Botschaft, Kulturforum)
- Zypern
  - Nikosia/Nicosia (Botschaft)

### Nord- und Mittelamerika
- Kanada (Amtsbereich auch:  Jamaika)
  - Ottawa (Botschaft, Kulturforum)
- Mexiko (Amtsbereich auch:  Belize,  Costa Rica,  El Salvador,  Guatemala,  Honduras,  Nicaragua)
  - Mexiko-Stadt (Botschaft, Kulturforum)
- Vereinigte Staaten (Amtsbereich auch:  Bahamas)
  - Washington D.C. (Botschaft, Kulturforum/Office of Science and Technology, Informationsdienst)
  - New York City (Generalkonsulat, Kulturforum, St.V.  UNO und Unterorganisationen)
  - Los Angeles (Generalkonsulat)
  - San Francisco (Konsulat/Open Austria)

### Südamerika und Karibik
- Argentinien (Amtsbereich auch:  Paraguay,  Uruguay)
  - Buenos Aires (Botschaft)
- Brasilien (Amtsbereich auch:  Suriname)
  - Brasília (Botschaft)
  - São Paulo (Generalkonsulat)
- Chile 
  - Santiago de Chile (Botschaft)
- Kolumbien (Amtsbereich auch:  Barbados,  Ecuador,  Guyana,  Panama,  Trinidad und Tobago)
  - Bogotá (Botschaft, St.V.  Karibische Gemeinschaft)
- Kuba (Amtsbereich auch:  Antigua und Barbuda,  Dominica,  Dominikanische Republik,  Grenada,  Haiti,  St. Kitts und Nevis,  St. Lucia,  St. Vincent und die Grenadinen,  Venezuela)
  - Havanna (Botschaft)
- Peru (Amtsbereich auch:  Bolivien)
  - Lima (Botschaft)

### Afrika
- Ägypten (Amtsbereich auch:  Eritrea,  Sudan)
  - Kairo (Botschaft, Kulturforum, St.V.  Arabische Liga)
- Algerien (Amtsbereich auch:  Niger)
  - Algier (Botschaft)
- Äthiopien (Amtsbereich auch:  Dschibuti,  Kongo – Republik,  Südsudan,  Uganda)
  - Addis Abeba (Botschaft, St.V.  AU; Büro OEZA)
- Ghana
  - Accra (Botschaft seit 2024)
- Kenia (Amtsbereich auch:  Burundi,  Komoren,  Kongo – Demokratische Republik,  Malawi,[9]  Ruanda,  Sambia,[9]  Seychellen,  Somalia,  Tansania)
  - Nairobi (Botschaft, St.V.  UNEP,  HABITAT)
- Libyen 
  - Tripolis (Botschaft)
- Marokko (Amtsbereich auch:  Mauretanien)
  - Rabat (Botschaft)
- Nigeria (Amtsbereich auch:  Äquatorialguinea,  Benin,  Gabun,  Kamerun,  São Tomé und Príncipe,  Togo,  Tschad,  Zentralafrikanische Republik; St.V. ECOWAS)
  - Abuja (Botschaft)
- Senegal (Amtsbereich auch:  Burkina Faso,  Côte d’Ivoire,[10]  Gambia,  Guinea,  Guinea-Bissau,  Liberia,  Mali,  Sierra Leone)
  - Dakar (Botschaft)
- Südafrika (Amtsbereich auch:  Angola,[9]  Botswana,  Eswatini,  Lesotho,  Madagaskar,  Mauritius,  Mosambik,[9]  Namibia,  Simbabwe[9])
  - Pretoria (Botschaft)
- Tunesien 
  - Tunis (Botschaft)

### Naher Osten
- Iran 
  - Teheran (Botschaft, Kulturforum)
- Israel 
  - Tel Aviv (Botschaft, Kulturforum)
- Jordanien (Amtsbereich auch:  Irak[11])
  - Amman (Botschaft, St.V.  UNRWA)
- Katar 
  - Doha (Botschaft, 2011 eröffnet)
- Kuwait (Amtsbereich auch:  Bahrain)
  - Kuwait (Botschaft)
- Libanon 
  - Beirut (Botschaft)
- Oman (Amtsbereich auch:  Jemen)
  - Maskat (Botschaft)
- Saudi-Arabien
  - Riad/Riyadh (Botschaft)
- Syrien 
  - Damaskus (Botschaft)
- Vereinigte Arabische Emirate 
  - Abu Dhabi (Botschaft)

### Asien
- Armenien
  - Botschaft in Wien am BMEIA (in Aufbau, 2012)
  - Jerewan: Honorarkonsulat, Büro OEZA
- Aserbaidschan (Amtsbereich auch:  Turkmenistan, konsularisch zuständig für  Georgien)
  - Baku (Botschaft)
- Volksrepublik China (Amtsbereich auch:  Mongolei)
  - Peking/Beijing (Botschaft, Kulturforum)
  - Chengdu (Generalkonsulat), Guangzhou  (Generalkonsulat), Hongkong (Generalkonsulat), Shanghai (Generalkonsulat)
- Georgien
  - Tiflis/Tbilisi (Botschaft, Büro OEZA; konsularische Zuständigkeit: Österr. Botschaft Baku)
- Indien (Amtsbereich auch:  Bangladesch,  Bhutan,  Malediven,  Nepal,  Sri Lanka)
  - New Delhi/Neu-Delhi (Botschaft, Kulturforum)
- Indonesien (Amtsbereich auch:  Timor-Leste)
  - Jakarta (Botschaft)
- Japan 
  - Tokio (Botschaft, Kulturforum)
- Kasachstan (Amtsbereich auch:  Kirgisistan,  Tadschikistan)
  - Astana (Botschaft)
- Korea – Republik (Amtsbereich auch:  Korea – Demokratische Volksrepublik)
  - Seoul (Botschaft)
- Malaysia (Amtsbereich auch:  Brunei Darussalam)
  - Kuala Lumpur (Botschaft)
- Pakistan (Amtsbereich auch:  Afghanistan)
  - Islamabad (Botschaft)
- Philippinen (Amtsbereich auch:  Palau)
  - Manila (Botschaft)
- Singapur
  - Singapur (Botschaft,  Büro des Handelsrates)
- Thailand (Amtsbereich auch:  Kambodscha,  Laos,  Myanmar)
  - Bangkok (Botschaft)
- Usbekistan
  - Wien (Botschaft am BMEIA)
- Vietnam 
  - Hanoi (Botschaft)

### Australien und Ozeanien
- Australien (Amtsbereich auch:  Fidschi,  Kiribati,  Marshallinseln,  Föderierte Staaten von Mikronesien,  Nauru,  Neuseeland,  Papua-Neuguinea,  Salomonen,  Samoa,  Tuvalu,  Tonga,  Vanuatu)
  - Canberra (Botschaft)

### Ständige Vertretungen bei Internationalen Organisationen
- Amman (UNRWA)
- Addis Abeba (AU)
- Brüssel (EU, NATO, WEU)
- Budapest (Donaukommission – DK)
- Caracas (CARICOM)
- Den Haag (OPCW)
- Genf (Büro der UNO und Spezialorganisationen in Genf)
- Madrid (UNWTO)
- Nairobi (HABITAT, UNEP)
- New York (UNO und Unterorganisationen)
- Paris (OECD, UNESCO)
- Straßburg (Europarat – EC)
- Wien (CTBTO, IAEO,  OSZE, UNIDO, UNO Wien)

## Sonstige Vertretungen
- Taipeh (Büro für  Chinesisch Taipeh/Taiwan)[12]
- Al-Bireh/Ramallah (Büro OEZA für die  Palästinensischen Gebiete)